# Friedrich Trendelenburg
Friedrich Trendelenburg (1844. május 24. - 1924. december 15.) német sebész volt. Friedrich Adolf Trendelenburg filozófus fia, Paul Trendelenburg farmakológus apja és Ullrich Georg Trendelenburg farmakológus nagyapja volt.
Trendelenburg Berlinben született, és orvosi tanulmányait a Glasgow-i és az Edinburgh-i Egyetemeken végezte. Tanulmányait a berlini Charité-ben fejezte be Bernhard von Langenbecknél, és 1866-ban doktorált. A Rostocki és a Bonni Egyetemeken praktizált orvosként. 1895-ben a Lipcsei Egyetem főorvosa lett.
Trendelenburgot a sebészet története érdekelte. Ő alapította a Német Sebészeti Társaságot 1872-ben. Trendelenburgot a tüdőembóliák sebészi eltávolítása is érdekelte. Tanítványa, Martin Kirschner 1924-ben, nem sokkal Trendelenburg halála előtt végezte el az első ilyen jellegű, sikeres beavatkozást. 1924-ben, 80 évesen halt meg állkapocsrákban.

## Friedrich Trendelenburgról elnevezve
Friedrich Trendelenburgról számos orvosi kezelést és kifejezést neveztek el, többek között:
- A Brodie-Trendelenburg ütőpróba (amelyet Sir Benjamin Collins Brodie-nak is tulajdonítanak) a felületes vénák inkompetens billentyűinek vizsgálata.
- Trendelenburg-kanül: a gége műtétje során használt kanül, amely megakadályozza, hogy a beteg vért nyeljen a fejet és a nyakat érintő műtétek során.
- Trendelenburg-járás: rendellenes járásmód, amelyet az alsó végtag abduktor izmainak, köztük a középső farizom és a kis farizom gyengesége okoz.[7]
- Trendelenburg-műtét: a nagy rejtett véna lekötése, az értágulat kezelésére. Ez a kifejezés vonatkozhat a tüdő trombektómiára is.
- Trendelenburg-pozíció: a beteget egy olyan ágyon helyezik el, amelyet úgy döntenek le, hogy a beteg feje alacsonyabb legyen, mint a lábai.
- Trendelenburg-jel: a csípő veleszületett ficamának jele.
- Trendelenburg-teszt: az értágulat vizsgálatára, valamint a csípőmozgékonyság felmérésére szolgáló teszt.[8]

## Fordítás
Ez a szócikk részben vagy egészben  a   Friedrich Trendelenburg című angol Wikipédia-szócikk ezen változatának fordításán alapul.  Az eredeti cikk szerkesztőit annak laptörténete sorolja fel. Ez a jelzés csupán a megfogalmazás eredetét és a szerzői jogokat jelzi, nem szolgál a cikkben szereplő információk forrásmegjelöléseként.